# Tsvetan Radoslàvov
Tsvetan Radoslàvov   (Svixtov, 19 d'abril de 1863 - Sofia, 28 d'octubre de 1931), nom complet Tsvetan Radoslàvov Hadjidènkov, búlgar: Цветан Радославов Хаджиденков, fou un mestre i psicòleg búlgar, i l'autor de l'actual himne nacional de Bulgària, Mila Ròdino.
Nascut a Svixtov el 1863, es va graduar en filosofia a Leipzig. El 1885, mentre es dirigia al camp de batalla durant la guerra serbobúlgara, Radoslàvov va compondre la cançó Gorda Stara Planinà, que va ser polida pel compositor Dobri Hrístov el 1905 i es va convertir en himne nacional de Bulgària el 1963 com a Mila Ròdino.
A més de crear l'himne nacional búlgar, Radoslàvov també fou un destacat científic. Va ser un dels tres búlgars (amb el Dr Kràstio Kràstev i Dimítar Aléksiev) que va fer el doctorat amb el pare de la psicologia moderna, Wilhelm Wundt. Rebutjà totes les invitacions per exercir una carrera docent a Viena, Leipzig i Praga, i tornà a la seva pàtria, on contribuí a construir la Bulgària moderna, ensenyant als joves búlgars llengües occidentals i antigues, psicologia, ètica i lògica. Radoslàvov va viure en un petit àtic al carrer d'Ànguel Kúntxev, on avui hi ha una placa commemorativa feta per Gueorgui Txapkànov.
Tsvetan Radoslàvov va morir el 1931 a Sofia.